# Voznessenka (Àban)
|  | Per a altres significats, vegeu «Voznessenka». |

Voznessenka (en rus: Вознесенка) és un poble del krai de Krasnoiarsk, a Rússia, segons el cens del 2010 tenia 262 habitants. Pertany al districte municipal d'Àban.